# Argólida
Argólida o Argólide, (en griego antiguo Ἀργολίς, Argolís; en griego moderno Αργολίδα, Argolída AFI: [aɾɣo̞ˈliða]) es una unidad periférica de Grecia. Está localizada en la región del Peloponeso, en su parte este. Su capital es la ciudad de Nauplia. Hasta el 1 de enero de 2011 fue una de las 51 prefecturas en que se dividía el país. La Ilíada se refiere a ella como «Argólida, que cría caballos». Es por ello que la polis de Argos era llamada Hippobotos.
La mayor parte de la superficie cultivable se extiende en la parte central. Sus recursos agrícolas principales son las naranjas y las olivas. Las playas se encuentran al sur y al este. Las montañas dominan el oeste, el noreste y el este.
Limita con Arcadia al oeste y suroeste, con Corintia al norte, con el golfo Sarónico, la prefectura del Ática y el término municipal de Trecén, al este y sureste, y con el golfo Argólico al sur. En la antigüedad Trecén pertenecía al territorio de la Argólida.

## Historia

Mapa con algunas de las principales ciudades de la antigua Argólida.

En la Antigua Grecia la región estuvo dominada por la polis de Argos. Confinaba con Fliunte, Cleonas y Corinto al norte, Epidauro al este (separadas por el monte Aracneo, con la ciudad de Lesa en la frontera); el golfo Argólico y Cinuria al sur, y Arcadia al oeste (separadas por el monte Artemisio). Los dos ríos que discurrían por Argólida eran el Ínaco y el Erasino.
Inicialmente constaba de varias polis independientes: las principales eran Micenas, a unos 10 km al norte de Argos, y Tirinto, a unos 8 km al sureste, pero en la época de la guerra del Peloponeso todo el territorio estaba sometido a Argos. 
Otras ciudades de Argólida fueron: Lirceo, Orneas, Céncreas, Hisias, Genesio, Tirea, Temenio, Ásine, Midea, Hermíone y Trecén. 
En 1600 a. C., se instalaron en ella los aqueos e iniciaron los contactos comerciales con Creta. Los restos de las ciudades de Micenas y Tirinto son prueba de ello.
La unidad de la región no llegó a conseguirse, ya que tras la guerra de Troya y la invasión de los dorios, la Argólida se dividió en varias ciudades rivales, la más importante de ellas, Argos.
En 146 a. C. pasaron a manos de los romanos. Tras el período bizantino, Argólida, como el resto del Peloponeso, pasa a manos de los francos, de quienes la toman los turcos en 1640, a excepción de Nauplia, conservada por los venecianos hasta 1540.
Entre 1833 y 1899, la Argólida fue parte de Argolidocorinthia, que incluía las actuales Corinto, Hydra, Spetses y Kythira. Se unió a Corintia para formar Argolidocorinthia de nuevo en 1909. Cuarenta años más tarde, en 1949, Argólida finalmente se separó de Corinto. Nauplia fue capital del flamante estadio griego entre 1828 y 1834, cuando se trasladó la capital a Atenas. Como la reforma del gobierno de Kallikratis en 2011, la unidad periférica de Argólida conservó el mismo territorio que la anterior prefectura.

## Municipios
Desde 2011 se divide en 4 municipios:
- Argos-Micenas
- Epidauro
- Ermionida
- Nauplia